# Palzem
Palzem an der Obermosel ist eine Ortsgemeinde im Landkreis Trier-Saarburg in Rheinland-Pfalz. Sie gehört der Verbandsgemeinde Saarburg-Kell an.

## Geographische Lage
Palzem ist die südlichste Moselgemeinde von Rheinland-Pfalz und liegt nahe dem Dreiländereck zu Frankreich und Luxemburg. Der Ort ist durch die B 419 an das überregionale Straßennetz angeschlossen. Bei Palzem befindet sich die Staustufe Stadtbredimus–Palzem an der Mosel, auf der gegenüberliegenden Flussseite liegt die luxemburgische Gemeinde Stadtbredimus. In Palzem münden Nenniger Graben, Dilmarbach, Buschbach, Spirzingerbach und weitere von rechts in die Mosel.
Die Gemeinde gliedert sich in sechs Ortsbezirke, Einwohner mit Hauptwohnsitz (Stand 10. Januar 2017):
| Ortsbezirk  | zugehörende Wohnplätze                               | Einwohner |
| ----------- | ---------------------------------------------------- | --------- |
| Dilmar      |                                                      | 126       |
| Esingen     |                                                      | 115       |
| Helfant     | Hauser Hof, Heidfeld Hof, Helfantermühle, Penser Hof | 347       |
| Kreuzweiler | Schloss Thorn, Steinbruch an der B 419               | 279       |
| Palzem      | Rohlingen                                            | 423       |
| Wehr        |                                                      | 258       |

## Geschichte
Urkundlich wird Palzem im Jahre 924 als Palatium oder Palatiolum (= kleiner Palast) erwähnt, als der Erzbischof von Trier und Erzkanzler Rudgar die Kirche in Palzem sowie ein Gut mit dazugehörigem Land an einen gewissen Luitfried sowie dessen Familie gab. Jedoch lassen Funde (bebeilte Eichenpfähle) bereits einen römischen Brückenbau über die Mosel um 122 vor Chr. vermuten; in dieser Zeit wurde das gesamte Wege- und Straßennetz ausgebaut, um Gallien und das rheinische Gebiet fest an das römische Reich zu binden. Im Mittelalter war die Trierer Abtei St. Matthias Grundherr von Palzem und der anderen heutigen Ortsteile. Dilmar wird erstmals 1036 urkundlich als Dilmere (althochdeutsch für Sumpf oder stehendes Gewässer) erwähnt, Esingen 1258 als Bona de Enselingen (der Name stammt aber vermutlich vom altfränkischen Personennamen Ensilio ab). Helfant (924 urkundlich Helifelt) wurde gegen Ende des Zweiten Weltkriegs stark beschädigt, ebenso wie Kreuzweiler (912 urkundlich Vilare), dessen Siedlungsspuren zurück bis in die Römerzeit reichen und das zeitweise unter luxemburgischer Landeshoheit stand. Wehr lebte früher vom Fischfang (Fischwehr) und der Kalkbrennerei, heute jedoch vorwiegend vom Weinbau.
Am 8. September 1944 kam es auf dem Friedhof von Palzem zur Erschießung der drei Mitglieder der französischen Widerstandsorganisation Forces françaises de l’intérieur (F.F.I.) Marcel Voyat und Henri Uguccioni, beide aus Piennes, sowie Edmond Helck aus Bouligny. Sie wurden am 4. September 1944 am heutigen Kreisel in Landres nach einem kurzen Feuergefecht mit einer deutschen Kolonne gefangen genommen. Drei weitere beteiligte Mitglieder der F.F.I. kamen ums Leben, einer konnte entkommen. Am Kreisel erinnert ein Denkmal an die getöteten Widerstandskämpfer. Zunächst wurden Voyat, Uguccioni und Helck nach Luxemburg in die Villa Pauly gebracht, dem Hauptsitz der Gestapo in Luxemburg. Dort wurden sie verhört und später in Palzem von einem Erschießungskommando der Gestapo erschossen.
Am 20. Juli 1946 wurde Palzem gemeinsam mit weiteren 80 Gemeinden der Landkreise Trier und Saarburg dem am 16. Februar 1946 von der übrigen französischen Besatzungszone abgetrennten Saarland angegliedert. Am 8. Juni 1947 wurde diese französische Gebietserweiterung bis auf 21 Gemeinden wieder zurückgenommen, damit kam Palzem an das 1946 neugebildete Land Rheinland-Pfalz.
Am 17. März 1974 wurden die bis dahin selbständigen Gemeinden Helfant, Esingen, Kreuzweiler und Wehr eingemeindet. Die Gemeinde Kreuzweiler war am 7. Juni 1969 aus den aufgelösten Gemeinden Kreuzweiler und Dilmar neu gebildet worden.
Bevölkerungsentwicklung
Die Entwicklung der Einwohnerzahl von Palzem bezogen auf das heutige Gemeindegebiet, die Werte von 1871 bis 1987 beruhen auf Volkszählungen:
| Jahr | Einwohner |
| ---- | --------- |
| 1815 | 979       |
| 1835 | 1.368     |
| 1871 | 1.343     |
| 1905 | 1.421     |
| 1939 | 1.448     |
| 1950 | 1.378     |

| Jahr | Einwohner |
| ---- | --------- |
| 1961 | 1.420     |
| 1970 | 1.308     |
| 1987 | 1.234     |
| 2005 | 1.305     |
| 2011 | 1.441     |
| 2017 | 1.501     |

## Politik

### Gemeinderat
Der Ortsgemeinderat in Palzem besteht aus 16 Ratsmitgliedern, die bei der Kommunalwahl am 9. Juni 2024 in einer personalisierten Verhältniswahl gewählt wurden, und dem ehrenamtlichen Ortsbürgermeister als Vorsitzendem.
Die Sitzverteilung im Ortsgemeinderat:
| Wahl | SPD | CDU | FWG | WGR | Gesamt   |
| ---- | --- | --- | --- | --- | -------- |
| 2024 | –   | 7   | 9   | –   | 16 Sitze |
| 2019 | –   | 6   | 10  | –   | 16 Sitze |
| 2014 | 6   | 5   | 5   | –   | 16 Sitze |
| 2009 | 6   | 4   | 5   | 1   | 16 Sitze |
| 2004 | 6   | 4   | 5   | 1   | 16 Sitze |

* FWG = Freie Wählergruppe Palzem e. V.

### Bürgermeister
Florian Wagner wurde 1999 Ortsbürgermeister von Palzem. Bei der Direktwahl am 26. Mai 2019 wurde er mit einem Stimmenanteil von 75,43 % und am 9. Juni 2024 als einziger Bewerber mit 53,3 % jeweils für weitere fünf Jahre in seinem Amt bestätigt.

### Ortsbezirke
Mit Ausnahme des Ortsbezirks Palzem wird gemäß Hauptsatzung der Gemeinde auf die Bildung von Ortsbeiräten verzichtet.
Die Belange der sechs Ortsbezirke Dilmar, Esingen, Helfant, Kreuzweiler, Palzem und Wehr werden durch Ortsvorsteher vertreten.

## Wirtschaft
Während in den Ortsteilen Palzem und Wehr hauptsächlich Weinbau und Tourismus (Campingplatz an der Mosel) vorherrschen, sind die Ortsteile Helfant, Esingen, Dilmar und Kreuzweiler landwirtschaftlich geprägt.

### Weinbau
Palzem ist mit ca. 200 Hektar Rebfläche die südlichste Moselweinbaugemeinde von Rheinland-Pfalz. Der Boden besteht zum Teil aus Muschelkalk, urzeitlichen Meeresablagerungen, die nur auf einem kurzen Streckenabschnitt im Moseltal anzutreffen sind.
Bekannt sind die Weinlagen: Schloss Thorner Kupp, Lay, Carlsfelsen, Rosenberg und Kapellenberg. Insbesondere Elblingwein und Elblingsekt werden hergestellt. Neben Weiß- und Grauburgunder ist der Pinot Meunier eine Besonderheit, die auf eine Rotweintradition zurückgeht. So waren 40 % der Weine des Schlosses Thorn im 17. Jahrhundert Rotweine, worauf noch der Flurname in einer alten Flurkarte „de roude Wengert“ (= der rote Weinberg) hindeutet.

## Sehenswürdigkeiten
Palzem wurde 1984 Kreissieger der Sonderklasse im Wettbewerb Unser Dorf soll schöner werden; erfolgreich waren auch Wehr 1986 im Bezirksentscheid und Kreuzweiler 1987 im Landesentscheid. Zu den Sehenswürdigkeiten gehören:

### Schloss Thorn
Auf einer Moselanhöhe im Ortsteil Kreuzweiler erhebt sich das Schloss Thorn. Der Name stammt vom Lateinischen turis (= Turm). Dieser wurde vor ungefähr 2000 Jahren zum Schutz einer Furt als Moselübergang errichtet. Die Burg wurde im 13. Jahrhundert erbaut. Bauliche Erweiterungen im 16. und 17. Jahrhundert sowie das Herrschaftshaus vom Jahre 1800 bilden eine imposante Baugruppe. Ein Rundturm wurde bei der Bombardierung 1945 zerstört, der zweite Turm, ein rechteckiger ehemaliger Wohnturm, dient heute als Torturm. Thorn sah vom Mittelalter an verschiedene Geschlechter als Lehnsmannen, so die Herren von Rollingen, die von Bübingen und die von Musiel. Heutiger Inhaber ist die Familie Baron von Hobe-Gelting. Thorn ist das älteste Schlossweingut an der Mosel. Sehenswert ist die einzig erhaltene Baumkelter Europas.

### St. Bartholomäus in Helfant
Die weithin sichtbare katholische Pfarrkirche St. Bartholomäus (1848–49 erbaut) wird wegen der gewaltigen Doppeltürme auch „Helfanter Dom“ oder „Dom des Saargaus“ genannt.

### Kapelle der Schmerzhaften Muttergottes
Die Kapelle gehört zu den Kulturdenkmälern von Rheinland-Pfalz. Sie befindet sich am Endpunkt eines im Dorf beginnenden Stationenweges des schmerzhaften Rosenkranzes auf dem Helfanter Berg. Die am höchsten Punkt gelegene neugotische Kapelle wurde 1890/91 nach Plänen von Reinhold Wirtz anstelle eines legendären Vorgängerbaus errichtet. Über dem Aufbau des Seitenaltars befindet sich ein geschnitztes, neugotisches Vesperbild.

### Sonstiges
An der Mosel im Ortsteil Wehr und unterhalb des Haltepunkts Palzem befinden sich mehrere 2001 im Rahmen des Bildhauersymposiums Steine am Fluss entstandene Skulpturen. Palzem ist ein Zentrum des Barfuß-Wasserski in Deutschland. Hier befindet sich das Bulldog-Museum für ländliche Kultur und Technik mit Bulldogs und Traktoren aus den 20er bis 50er Jahren sowie ein Wildfreigehege. Der markierte Wanderweg Via Caliga verläuft zum Teil auf der Trasse der alten Römerstraße und zeigt mit 24 Informationstafeln die wechselvolle Geschichte von Ort und Landschaft. Die römische Riemensandale Caliga  dient als Wegweiser. In Palzem beginnt der 234 km lange deutsche Teil des Mosel-Radwegs. Der Fernwanderweg Moselsteig führt durch den Ort.

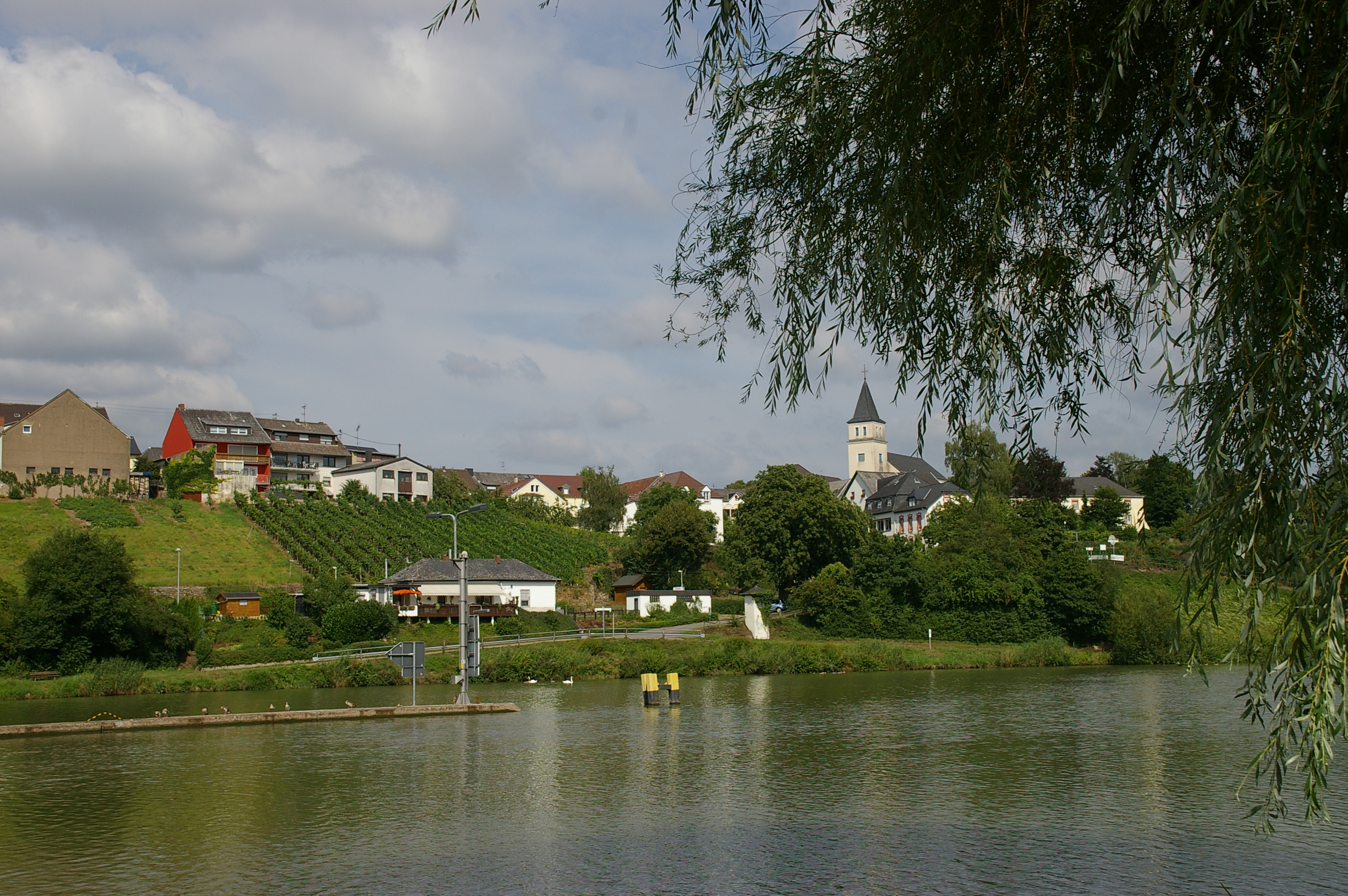
Ortsteil Palzem
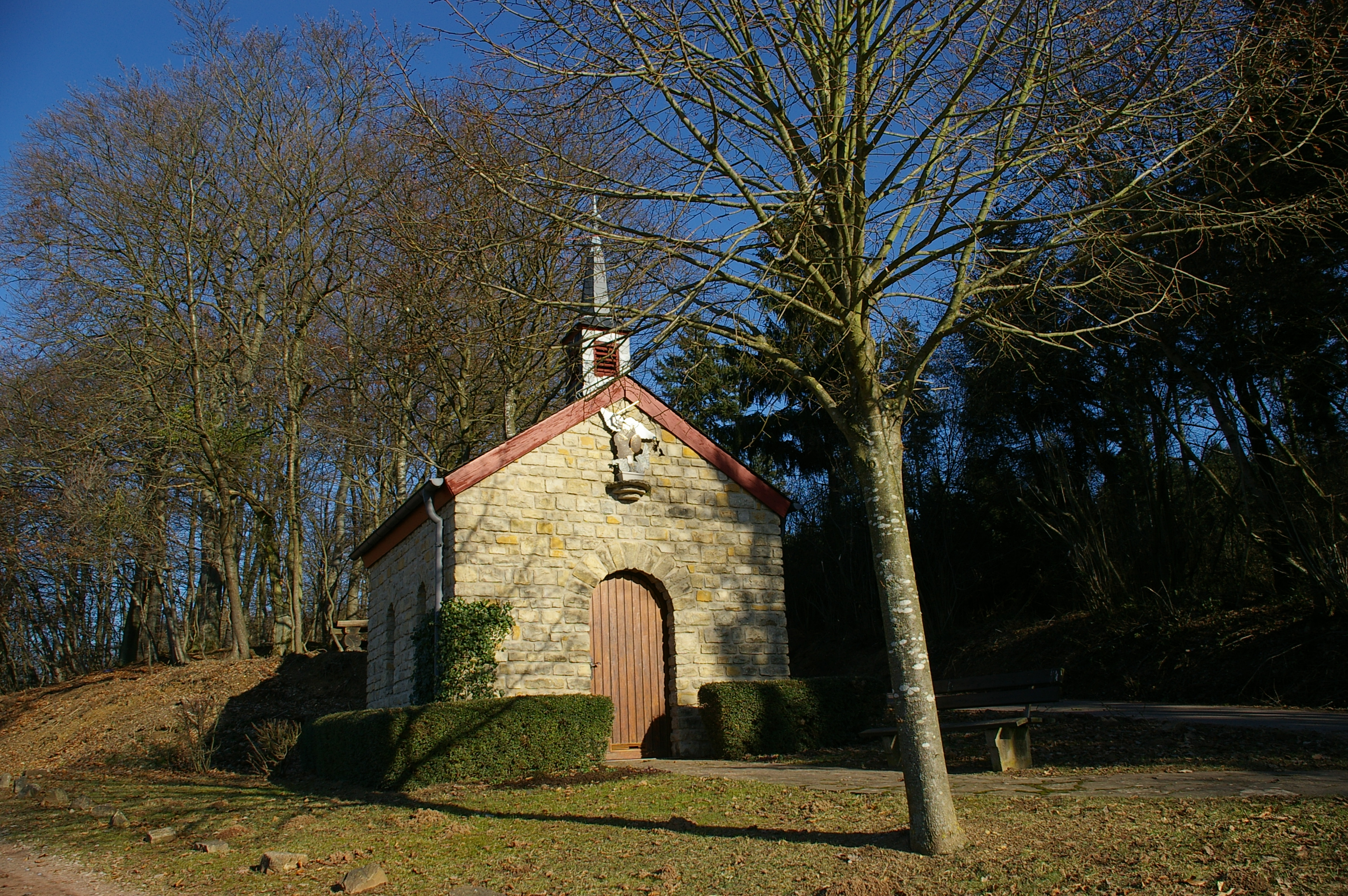
Michaelskapelle in Palzem
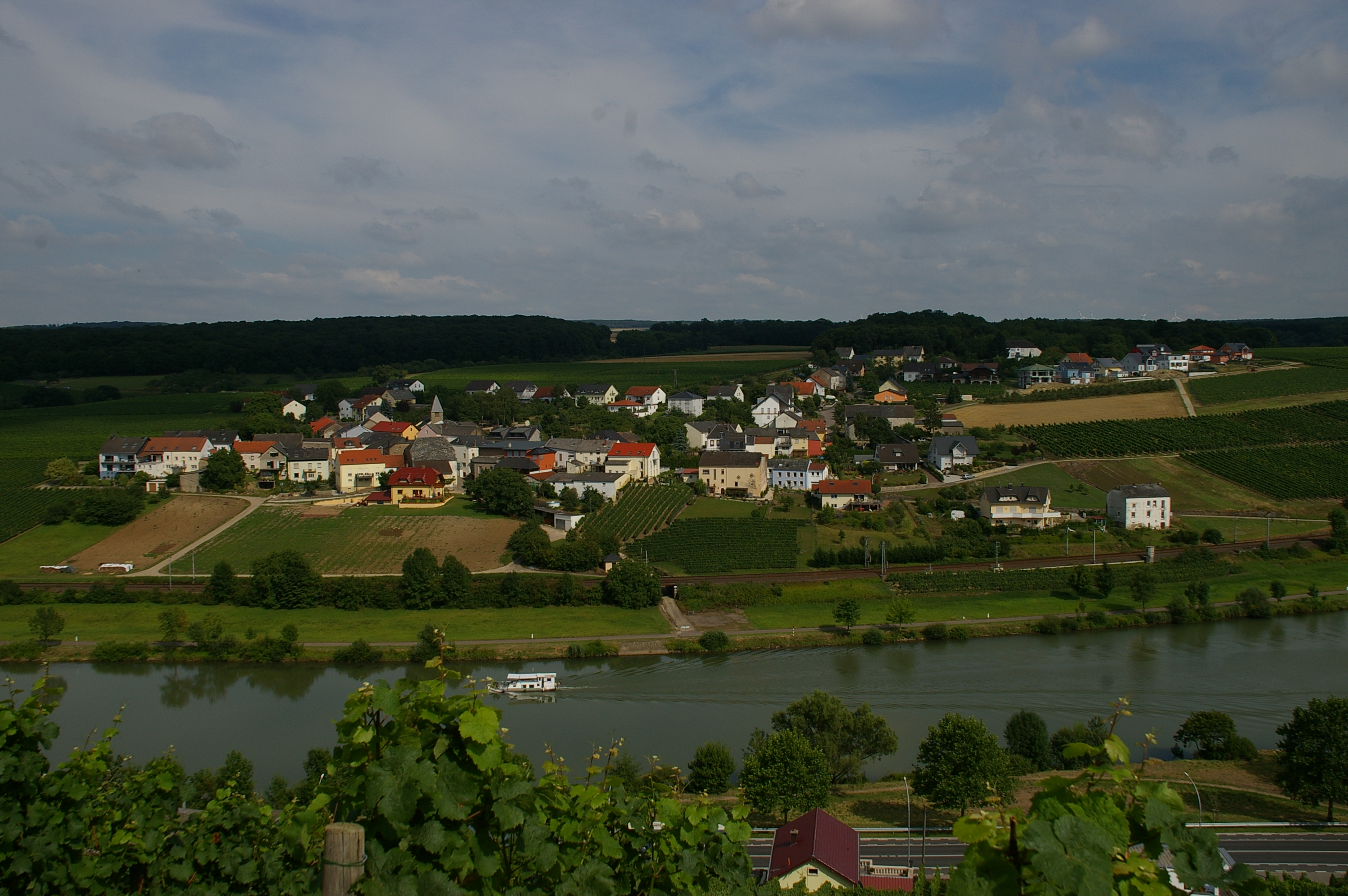
Ortsteil Wehr
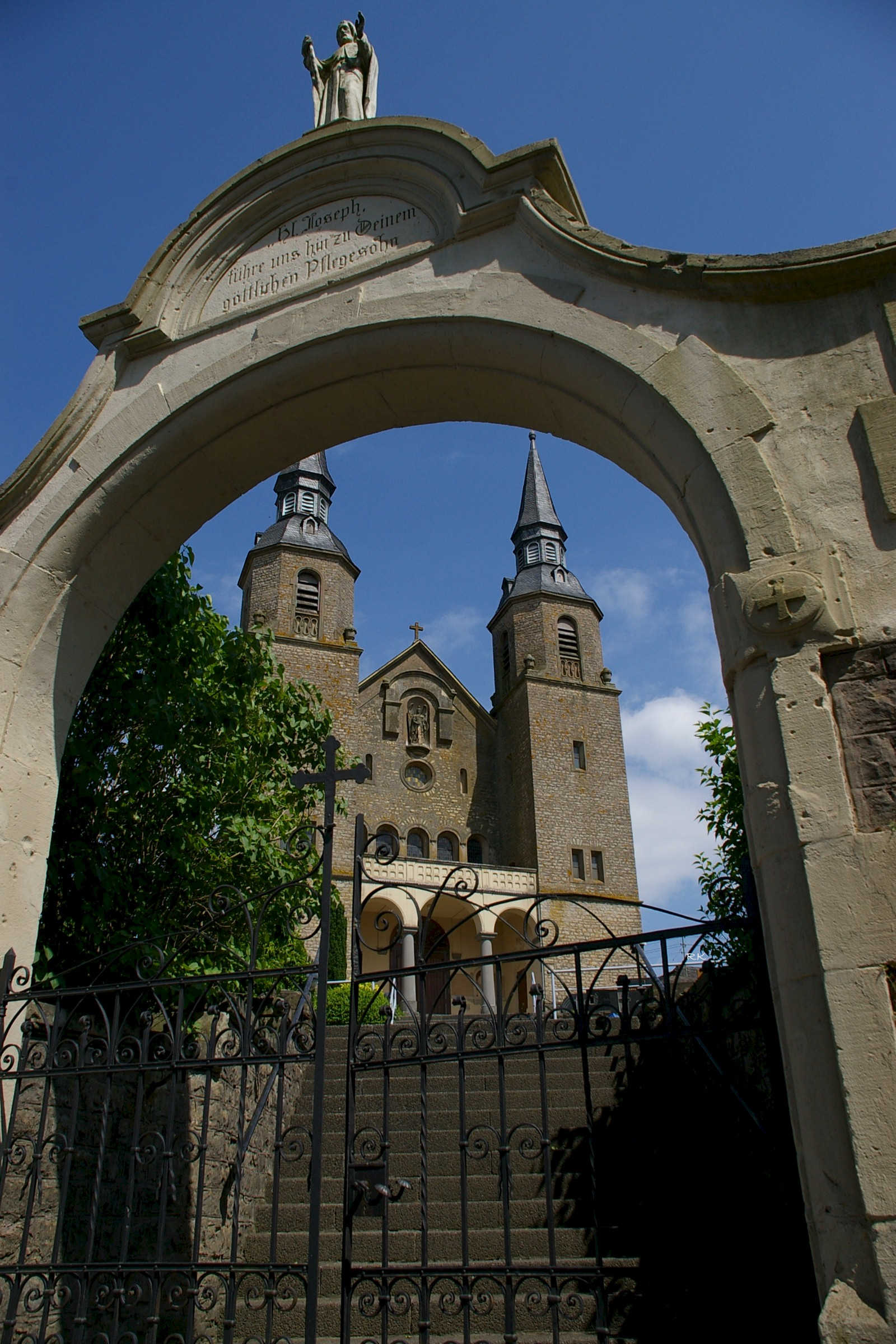
Helfanter Dom
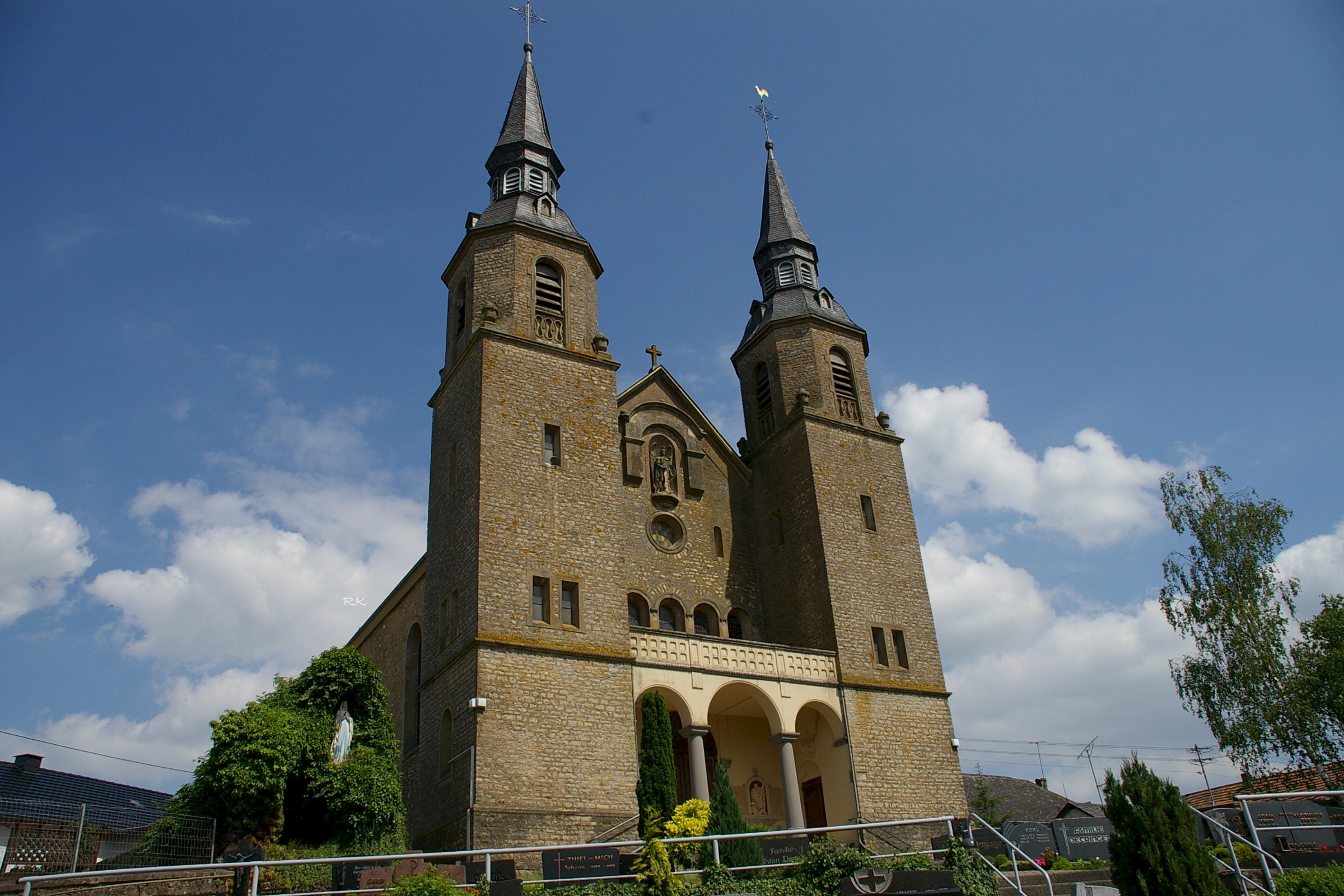
Helfanter Dom
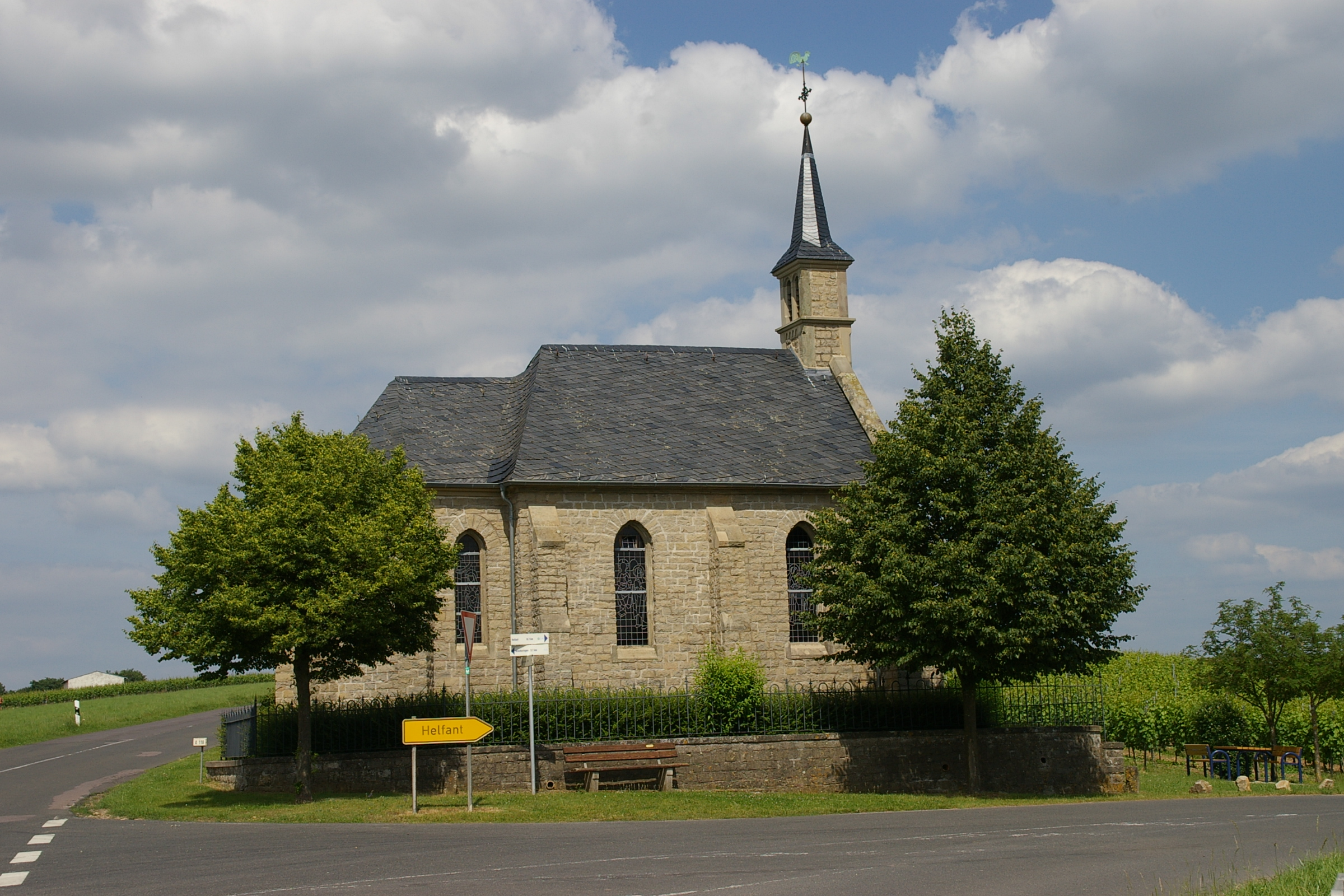
Kapelle der schmerzhaften Muttergottes im Ortsteil Helfant
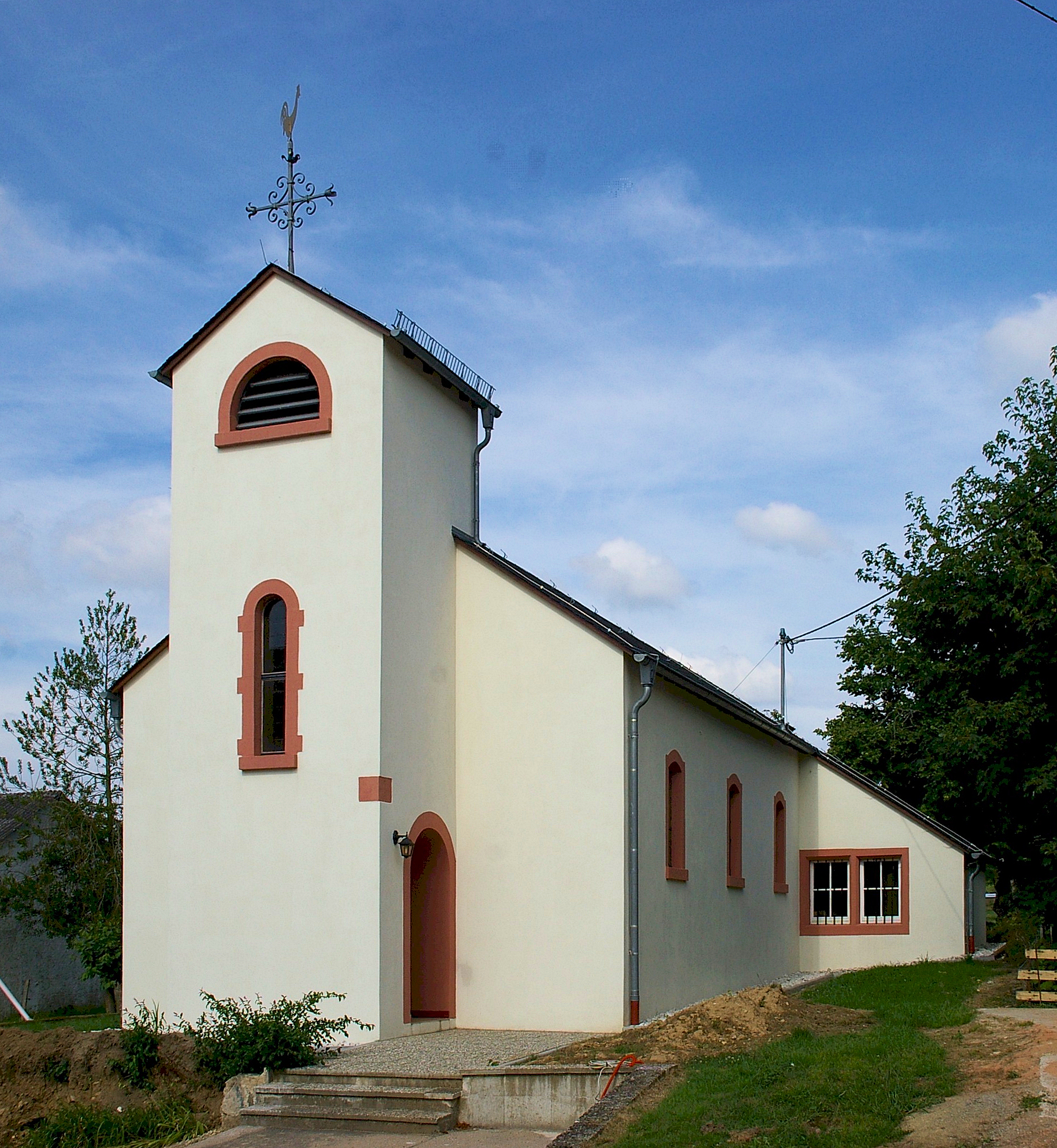
Kapelle im Ortsteil Esingen
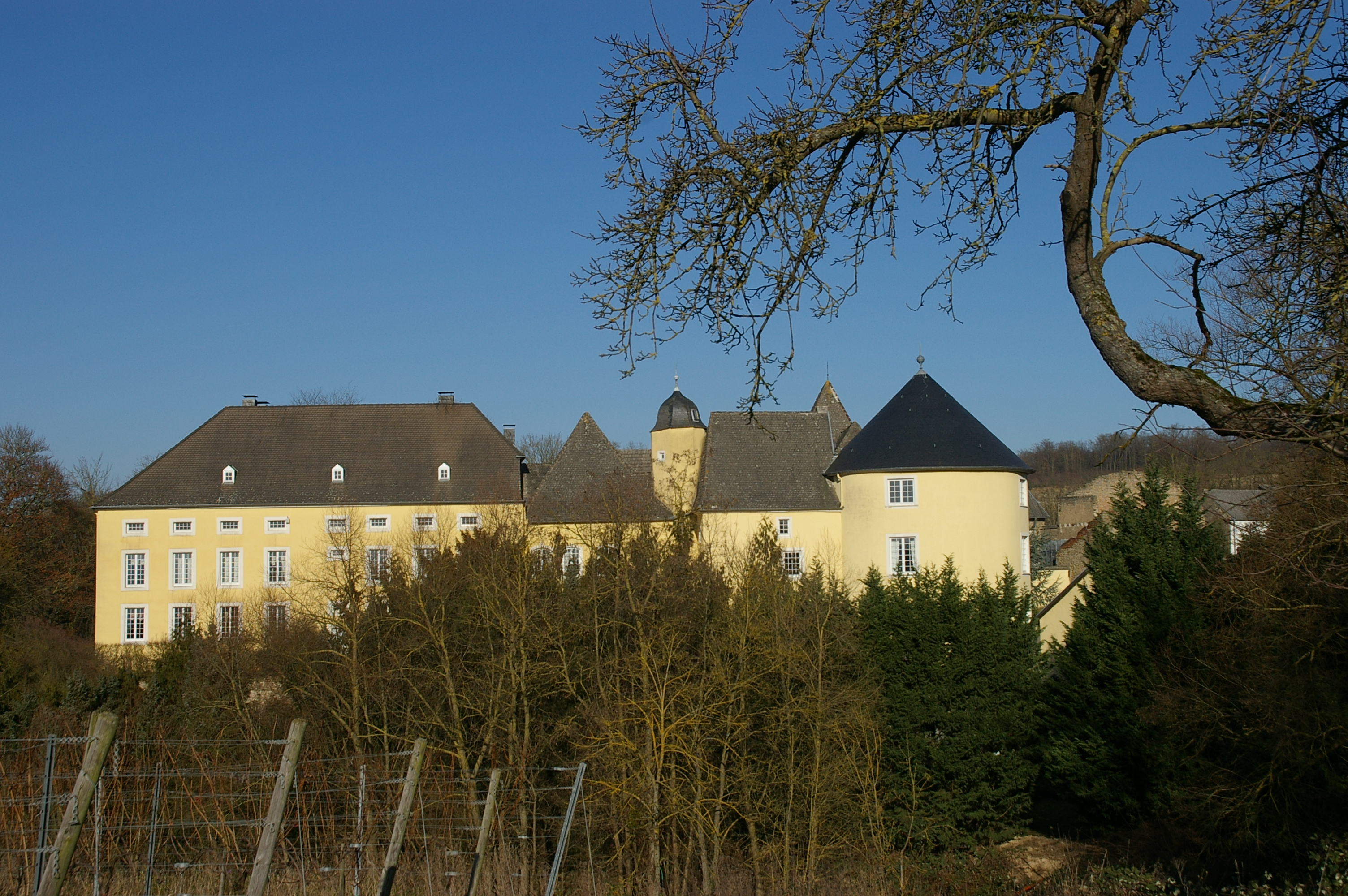
Schloss Thorn
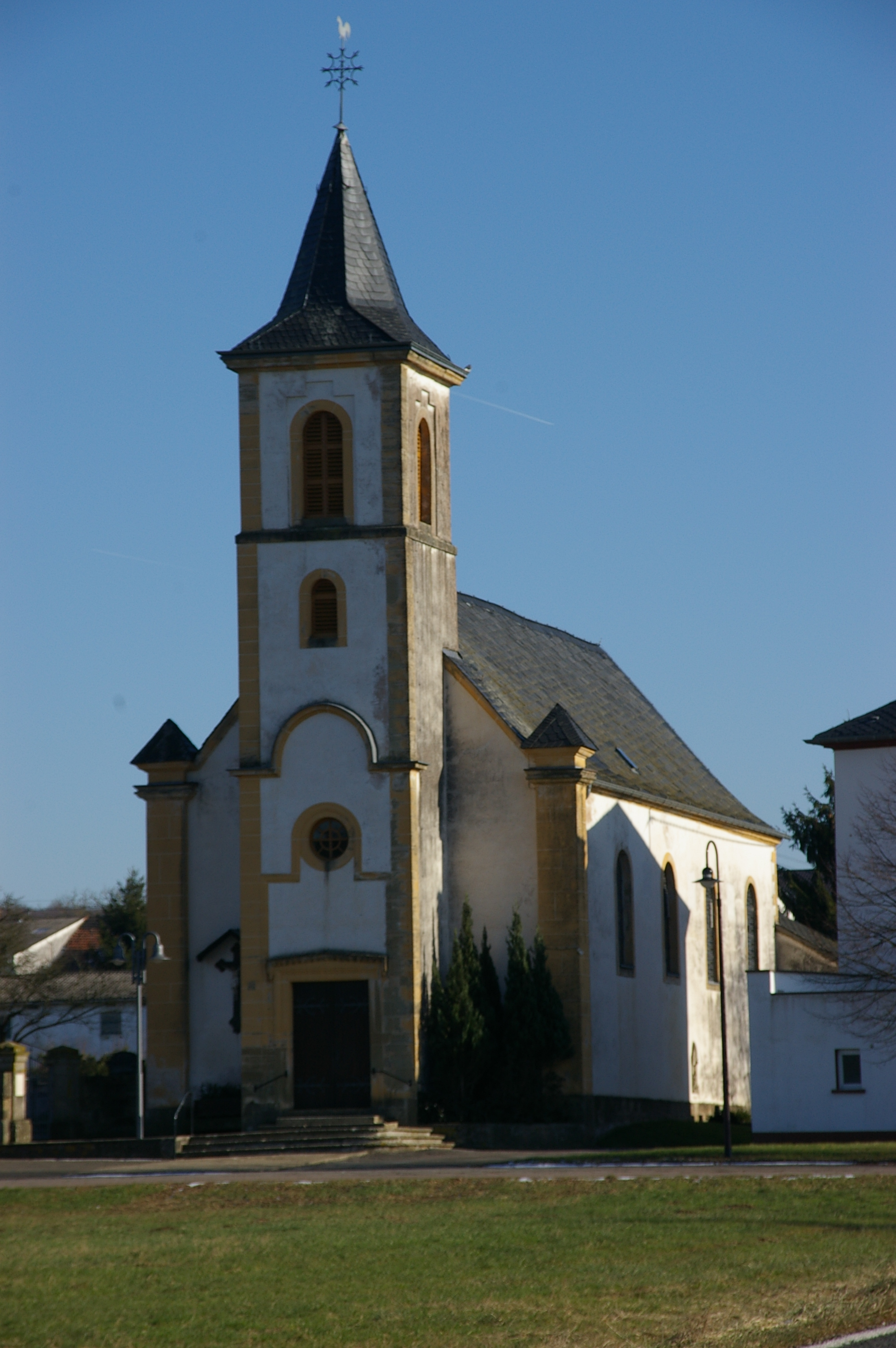
Kath. Pfarrkirche Hl. Kreuz im Ortsteil Kreuzweiler
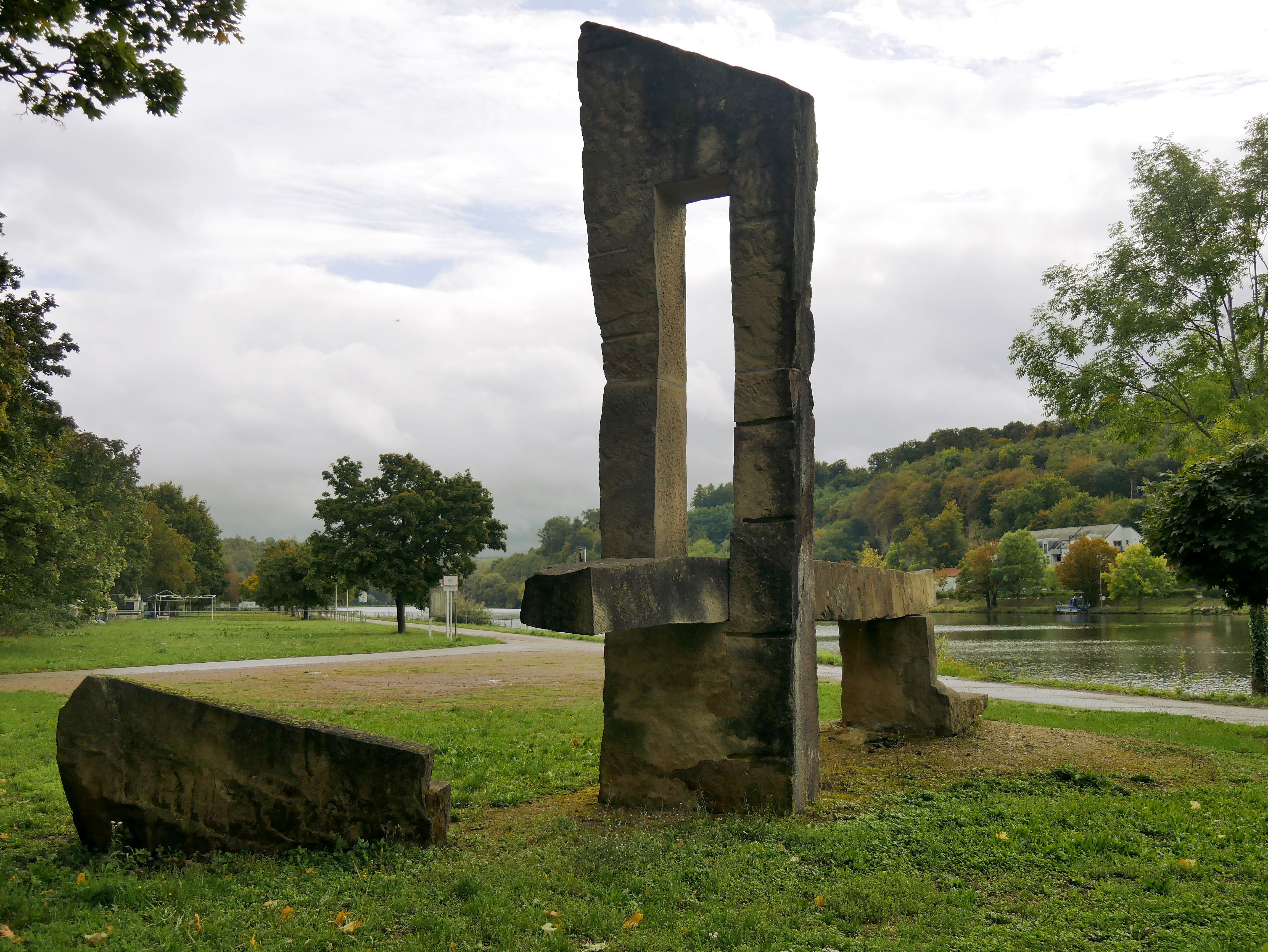
Skulptur Communicare

## Persönlichkeiten
- Irene Möllenbeck (* 1950), Politikerin und ehemalige NRW-Landtagsabgeordnete (SPD)

## Verkehr
Der Haltepunkt Palzem liegt an der Bahnstrecke Thionville–Trier. Es verkehrt die Linie RB 82 Trier Hbf – Perl.